# Rubus erythrocladus
Rubus erythrocladus là loài thực vật có hoa trong họ Hoa hồng. Loài này được Mart. miêu tả khoa học đầu tiên năm 1867.